# Markus Frohnmaier
Markus-Cornel Frohnmaier (* 25. Februar 1991 in Craiova, Rumänien) ist ein rechtsextremer deutscher Politiker (AfD) und seit 2017 Mitglied des Deutschen Bundestages (MdB). Seit 2022 ist er Co-Vorsitzender des AfD-Landesverbandes Baden-Württemberg und seit 2025 stellvertretender Vorsitzender der AfD-Fraktion im Bundestag. Er gilt als Gründer der Jungen Alternative in Baden-Württemberg.
Bekannt wurde, dass Frohnmaier in seinem Abgeordnetenbüro mehrere Personen aus dem rechtsextremistischen Spektrum beschäftigt. Auch seine eigenen Positionen sind offen rechtsextrem und xenophob.
Frohnmaier stand wiederholt wegen seiner Kontakte zu russischen Politikern und deren Einflussnahme auf ihn in der Kritik. Recherchen verschiedener Medien legen nahe, dass die Russische Föderation durch die Unterstützung Frohnmaiers Einfluss auf den Deutschen Bundestag nehmen wollte und ihn daher im Wahlkampf zur Bundestagswahl 2017 gezielt unterstützt habe. In einem Strategiepapier der Präsidialverwaltung des russischen Staatschefs Wladimir Putin wird Frohnmaier als „ein unter absoluter Kontrolle stehender Abgeordneter“ bezeichnet.
Das Bundesamt für Verfassungsschutz kommt in seinem 2019 erschienenen Gutachten zu dem Schluss, Frohnmaier legitimiere „Angriffe auf das staatliche Gewaltmonopol“ und habe „Verbindungen zu rechtsextremistischen Verlagen/Publizisten“ und zur „islamfeindlichen German Defence League“. Frohnmaier diffamiere Flüchtlinge pauschal und befürworte eine massive Ungleichbehandlung und kategorische Vorverdächtigung von Flüchtlingen. Ferner fordert Frohnmaier, im Falle einer Machtübernahme der AfD das Bundesverfassungsgericht durch parteitreue Richter zu ersetzen. Der Verfassungsschutz bescheinigt, dass Frohnmaiers Forderungen „gegen die Menschenwürdegarantie des Art. 1 GG“ verstoßen und damit verfassungswidrig sind. Die Süddeutsche Zeitung bezeichnete Frohnmaier im Jahr 2019 als „Scharfmacher“.

## Leben
Frohnmaier wurde 1991 im rumänischen Craiova geboren, wo ihm seine leiblichen rumänischen Eltern den Namen Cornel gaben. Nach eigenen Angaben lernte er sie nie kennen.
Wegen seiner schwächlichen Konstitution war er ursprünglich nicht zur Adoption vorgesehen. Ein deutsches Ehepaar adoptierte jedoch schließlich ihn und seine Zwillingsschwester aus einem Kinderheim heraus. Daraufhin wuchs er bei seinen Adoptiveltern in Weil der Stadt-Schafhausen auf. Frohnmaier besuchte von 2001 bis 2006 die Hauptschule Grafenau-Döffingen, danach bis 2008 die technisch ausgerichtete Fachschule Werner-Siemens-Schule in Stuttgart und absolvierte anschließend 2011 sein Abitur am Wirtschaftsgymnasium in Calw. Ab 2011 studierte Frohnmaier an der Universität Tübingen  sowie an der Fernuniversität Hagen Rechtswissenschaften, brach jedoch das Studium ohne Abschluss ab, um sich auf seine politische Arbeit zu konzentrieren.
Frohnmaier ist mit der russischen Journalistin Daria Frohnmaier (geborene Zoj, russisch Дарья Цой) verheiratet und hat mit ihr zwei Kinder. Sie entstammt der koreanischen Minderheit in Russland und war zuletzt für die Tageszeitung Iswestija tätig.
Im Alter von 27 Jahren erlitt Frohnmaier einen Herzinfarkt.

## Politik

### Werdegang
Frohnmaier engagierte sich zunächst bei der Jungen Union.
Aus einer von ihm gegründeten AfD-Hochschulgruppe ging im Sommer 2014 der Landesverband Baden-Württemberg der Jungen Alternative hervor. Später trat Frohnmaier in die AfD ein und wurde Mitglied im Landesvorstand Baden-Württemberg.
Im Januar 2015 unterlag er in Bottrop bei der Kandidatur um den Bundesvorsitz der Jungen Alternative. In einem weiteren Anlauf wählte ihn der Bundeskongress der Jungen Alternative im Mai 2015 in Okarben zusammen mit Sven Tritschler zum Bundesvorsitzenden. Frohnmaier galt wie sein Vorstandskollege als Gegner des damaligen Parteivorsitzenden Bernd Lucke (bis Juli 2015). So gehörte er im März 2015 auch zu den Erstunterzeichnern der Erfurter Resolution, die wesentlich zur Parteispaltung im selben Jahr beitrug. Anschließend fungierte er bis Ende 2016 als Pressesprecher der damaligen AfD-Bundesvorsitzenden Frauke Petry.
Im April 2016 sagte er dem Sender Welt, er bestreite während des Jura-Studiums seinen Lebensunterhalt als „politischer Analyst“. Wer seine Dienste bezahlt, sagte Frohnmaier auf Nachfrage nicht.
Frohnmaier kandidierte bei der Landtagswahl in Baden-Württemberg 2016 erfolglos für ein Landtagsmandat im Wahlkreis Villingen-Schwenningen. Zur Bundestagswahl 2017 kandidierte Frohnmaier zwar erfolglos für das Direktmandat im Wahlkreis Böblingen. Dafür errang er einen Sitz im Bundestag über die baden-württembergische Landesliste der AfD, wo er auf Platz 4 gesetzt war. Als Bundestagsabgeordneter gehört er seither dem Ausschuss für wirtschaftliche Zusammenarbeit und Entwicklung an. Er ist als stellvertretendes Mitglied im Ausschuss für Menschenrechte und humanitäre Hilfe vertreten.
Im Juli 2016 berichtete die Badische Zeitung (BZ) über eine mögliche frühere Verbindung Frohnmaiers zur rechtsextremistischen und der gewaltbereiten Hooligan-Szene nahestehenden Gruppierung „German Defence League“ (GDL). Demzufolge war im Februar 2011 auf der Homepage der GDL ein Cornel Craiovești als Ansprechpartner genannt. Cornel ist der zweite Vorname des aus Craiova stammenden Frohnmaier, wenige Tage später war der Name dort in Cornel Frohnmaier geändert worden. Ein Lorbeerkranz als Tattoo auf Frohnmaiers Brust, das auf einem Facebook-Foto sichtbar gewesen sein soll, zeige laut BZ „auffällige Übereinstimmungen“ mit einem GDL-Logo. Gegenüber der Schwäbischen Zeitung bestätigte der ehemalige Vorsitzende der AfD Bernd Lucke eine Mitgliedschaft Frohnmaiers in der unter Beobachtung des Verfassungsschutzes stehenden GDL. Nach wiederholten Zwischenrufen „Zeigen Sie mal Ihre Tattoos!“ bei einer Rede Frohnmaiers im Bundestag erklärte dieser gegenüber Bild, der Lorbeer sei sein einziges Tattoo und lediglich „ein Symbol des Sieges und des Friedens“.

### Deutscher Bundestag
In den Monaten vor der Bundestagswahl 2017 war Frohnmaier Pressesprecher der AfD-Spitzenkandidatin Alice Weidel. Beide wurden über die Landesliste der AfD Baden-Württemberg in den 19. Deutschen Bundestag gewählt, wo er als Sprecher der Jungen Gruppe in der AfD-Bundestagsfraktion agierte. Er war bis Februar 2018 Bundesvorsitzender der Junge Alternative für Deutschland (JA) und bis 2017 Mitglied des Landesvorstandes der AfD Baden-Württemberg.
In seinem Abgeordnetenbüro beschäftigte Frohnmaier nach Recherchen von Zeit Online wie auch achtzehn weitere Abgeordnete seiner Fraktion Mitarbeiter aus dem rechtsextremen Milieu: Seine Mitarbeiterin Narine S. hatte nach eigenen Angaben zuletzt als Redaktionsassistentin beim rechtsradikalen Traditionsverlag Lesen & Schenken GmbH gearbeitet, der Publikationen wie die Deutsche Militärzeitschrift oder das Magazin Zuerst! herausgibt.
Von September 2018 bis Januar 2019 war Manuel Ochsenreiter, Chefredakteur der rechtsextremen Zeitschrift Zuerst!, im Abgeordnetenbüro als Referent beschäftigt. Das Arbeitsverhältnis wurde beendet, nachdem die Berliner Staatsanwaltschaft ein Ermittlungsverfahren gegen Ochsenreiter wegen des Verdachts der Anstiftung zu schwerer Brandstiftung eingeleitet hatte.
Bei der Gemeinderatswahl 2019 in Weil der Stadt erhielt er von drei AfD-Kandidaten die niedrigste Stimmenzahl und verfehlte den Einzug in dieses Gremium.
Bei der Bundestagswahl 2021 zog er erneut über die Liste seiner Partei in den Bundestag ein. Beim Parteitag der Baden-Württembergischen AfD im Oktober 2024 in Ulm wurde er für die Bundestagswahl 2025 auf den zweiten Listenplatz gewählt, über die er erneut in den Bundestag einziehen konnte. Seit dem 25. Februar 2025 ist er einer von fünf stellvertretenden Fraktionsvorsitzenden der AfD-Bundestagsfraktion. Er ist ordentliches Mitglied im Auswärtigen Ausschuss.

### Kandidatur als Ministerpräsident von Baden-Württemberg
Bei der Landtagswahl in Baden-Württemberg 2026 tritt Frohnmaier als Kandidat seiner Partei für das Amt des Ministerpräsidenten an, kandidiert aber nicht für ein Landtagsmandat.

### Positionen
Frohnmaier wurde von der Patriotischen Plattform als „PP-Kamerad“ bezeichnet.
Im Oktober 2015 drohte Frohnmaier in einer Rede in Erfurt: „Ich sage diesen linken Gesinnungsterroristen, diesem Parteienfilz ganz klar: Wenn wir kommen, dann wird aufgeräumt, dann wird ausgemistet, dann wird wieder Politik für das Volk und nur für das Volk gemacht – denn wir sind das Volk, liebe Freunde!“ Den damaligen SPD-Vorsitzenden Sigmar Gabriel nannte Frohnmaier im Dezember 2015 auf Facebook einen „Volksverräter“. Später löschte er den Post.
Nach einer Reihe sexueller Übergriffe in der Silvesternacht in Köln und anderen Städten 2015/16 postete Frohnmaier auf seiner Facebookseite ein Bild der Vizepräsidentin des Deutschen Bundestages Claudia Roth (Bündnis 90/Die Grünen) in Verbindung mit dem Spruch „Ach wäre ich Neujahr nur nach Köln gefahren…“. Das Bild wurde unter anderem so interpretiert, dass Frohnmaier der Politikerin gewünscht habe, sie wäre Opfer der Übergriffe geworden. Nach eigenen Angaben habe er mit seiner Bildmontage Roth dazu auffordern wollen, sich „endlich mit den gepeinigten Frauen von Köln zu solidarisieren, und nicht nur immerzu mit so genannten Flüchtlingen“. Ebenfalls im Zusammenhang mit den sexuellen Übergriffen an Silvester äußerte Frohnmaier im Januar 2016 im ARD-Magazin „Kontraste“, dass „Leute wie Claudia Roth hier mittelbar mitvergewaltigt [haben] […], nicht im juristischen Sinne, aber im übertragenen Sinne“. Eine einstweilige Verfügung von Roth gegenüber Frohnmaier aufgrund dieses Zitates wurde vom OLG Köln in letzter Instanz abgewiesen. Neben Claudia Roth attackierte Frohnmaier auch Volker Beck (Bündnis 90/Die Grünen), indem er Beck als „Homo-Lobbyist“ bezeichnete und ihm „einen Urlaub in Moskau“ wünschte.
Die Annexion der Krim durch Russland begrüßte er: „Ich beglückwünsche die Bürger der Krim zum Erringen der Unabhängigkeit von der Ukraine.“
Angesichts eines radikal-islamistisch motivierten Terroranschlags in Nizza forderte Frohnmaier im Juli 2016 ein generelles Einreiseverbot für Menschen muslimischen Glaubens in die Europäische Union. Er begründete dies damit, dass „nach Europa kommende Muslime […] ein potentielles Sicherheitsrisiko“ seien.
Nachdem sich Frohnmaier im Juli 2016 gegenüber der Frankfurter Allgemeinen Zeitung von der völkischen Identitären Bewegung distanziert hatte, traf er sich im April 2017 mit dem Sprecher der Identitären Bewegung Österreich, Martin Sellner. Ein Video des Treffens wurde von beiden veröffentlicht. Der Tagesspiegel wertete dies als kalkulierte Provokation, die die AfD immer weiter nach rechts rücken solle.
Im Dezember 2017 sprach sich Frohnmaier für einen wirtschaftsliberalen „Volkskapitalismus“ aus. Demnach sollten Sozialleistungen für Ausländer eingeschränkt werden. Erst wenn Ausländer „zehn Jahre lang Sozialversicherungsbeiträge abgeführt haben“, sollen sie nach Frohnmaiers Willen deutsche Sozialleistungen erhalten. Außerdem forderte er, dass Arbeitslosengeld II teilweise nur noch kreditartig gewährt werden solle: Ab der Höhe eines nicht näher genannten Einkommens sollten Personen, die wieder eine Arbeitsstelle bekommen haben, das zur Zeit ihrer Arbeitslosigkeit bezogene Arbeitslosengeld wieder an den Staat zurückzahlen müssen. Ebenfalls plädierte er für die Ersetzung der täglichen durch eine wöchentliche Höchstarbeitszeit. Inhaltlich fiel er außerdem mit seinem Konzept für eine „Volksrente nach Schweizer Vorbild“ auf.
In der Entwicklungspolitik sieht Frohnmaier China als Vorbild. Ihm zufolge sollte Deutschland Entwicklungshilfe gezielt so gewähren, wie es eigenen geopolitischen und wirtschaftlichen Interessen am meisten dient – etwa durch die Förderung von Absatzmärkten der deutschen Industrie.
Nach der tödlichen Messerattacke auf einen 35-Jährigen am Rand eines Stadtfests in Chemnitz (s. Ausschreitungen in Chemnitz 2018) äußerte Frohnmaier auf Twitter: „Wenn der Staat die Bürger nicht mehr schützen kann, gehen die Menschen auf die Straße und schützen sich selber. Ganz einfach! Heute ist es Bürgerpflicht, die todbringendendie (sic!) ‚Messermigration‘ zu stoppen.“ Die Welt interpretierte diesen Kommentar als indirekten Aufruf zur Selbstjustiz.
Nach der Präsidentschaftswahl in den Vereinigten Staaten 2020 schrieb Frohnmaier: „Keine Glückwünsche für den globalistischen Wahlbetrüger Joe Biden“. Weiter behauptete Frohnmaier, ohne einen Beleg vorzubringen, es habe bei „keiner US-Präsidentschaftswahl […] bisher so massive Unregelmäßigkeiten und statistische Zufälle“ gegeben, „die scheinbar ausschließlich den Kandidaten der Demokraten begünstigen“.
Frohnmaier hat Artikel für das rechte Internet-Blog Journalistenwatch verfasst.

## Russlandnähe

### Umstrittene Kontakte und Tätigkeiten
2015 traf Frohnmaier in Sankt Petersburg den Neo-Eurasier Alexander Dugin und veröffentlichte wiederholt auf Dugins rechtsintellektueller Website Katechon.
Das ZDF-Magazin frontal21 berichtete im Oktober 2016 über eine Reise Frohnmaiers zu pro-russischen Separatisten nach Donezk während der Ukraine-Krise sowie ein Treffen in Moskau mit Nikolaj Schljamin, dem Vorsitzenden der Putin-nahen Jugendorganisation Vereinte Junge Front (OMF). Eine gemeinsame durch eine russische Stiftung finanzierte Reise Frohnmaiers mit dem EU-Abgeordneten Marcus Pretzell auf die durch Russland annektierte Krim führte zu einer offiziellen Protestnote der ukrainischen Regierung.
Er gründete zusammen mit dem Publizisten Manuel Ochsenreiter, dem Chefredakteur des geschichtsrevisionistischen und rechtsradikalen Magazins Zuerst!, und einem Polen, dem die polnische Staatsanwaltschaft Agententätigkeit für russische und chinesische Nachrichtendienste vorwirft und der deswegen für mehrere Jahre in Untersuchungshaft genommen wurde, das „Deutsche Zentrum für Eurasische Studien“, mit dem Ziel, Wahlbeobachtermissionen in russlandnahen Regionen wie der Ostukraine zu organisieren. Es wurde im November 2018 aufgelöst. 2018 wurden gegen Ochsenreiter Vorwürfe laut, er sei in den Terroranschlag zweier polnischer Rechtsextremisten gegen ein ungarisches Kulturzentrum im ukrainischen Uschhorod verwickelt, der aufgrund des aufgeschmierten Hakenkreuzes wie ein Anschlag ukrainischer Neonazis gegen die ungarische Minderheit im Land aussehen sollte. In der Anklageschrift der Staatsanwaltschaft Krakau wurde Ochsenreiter als „Ideengeber und Finanzier“ bezeichnet. In Ochsenreiters Magazin Zuerst! wurde der Anschlag auch als Beleg für zunehmende Spannungen zwischen ungarischer Minderheit und der Bevölkerungsmehrheit der Ukraine dargestellt. Nach Bekanntwerden der Vorwürfe ging Frohnmaier auf Distanz. Im Januar 2019 trennte er sich von Ochsenreiter, den er seit September 2018 als wissenschaftlichen Mitarbeiter in seinem Bundestagsbüro beschäftigt hatte.
Im März 2019 wurde Frohnmaier Mitglied eines von der FSB kontrollierten Organisationskomitees des „Yalta International Economic Forum“ (YIEF), eines von der russischen Regierung geförderten Wirtschaftsforums auf der Krim.

### Recherchen zu Einflussnahme aus und Kontakten nach Moskau
Im April 2019 berichteten Spiegel, ZDF, BBC über gemeinsame Rechercheergebnisse zu Versuchen russischer Einflussnahme auf die Bundestagswahl 2017. Danach kursierte in der russischen Präsidialverwaltung vor der Bundestagswahl 2017 ein Strategiepapier über die Einflussnahme auf und die Kontrolle über der russischen Föderation wohlgesonnene Bundestagsabgeordnete; so werde Frohnmaier „ein unter absoluter Kontrolle stehender Abgeordneter im Bundestag sein.“
In einem anderen Papier, das ein Geheimdienstmitarbeiter eines EU-Staates der BBC übergab, werden der Recherche zufolge konkrete Vorschläge zur Wahlkampfunterstützung Frohnmaiers genannt – mit der Inaussichtstellung auf Gegenleistung: Neben dem Anprangern von Einmischungen der EU in die innenpolitischen Angelegenheiten Russlands werde der Abgeordnete, „nach erfolgreicher Wahl in den Bundestag, sich sofort in der internationalen Politik engagieren“ – und werde „unter anderem Delegationen auf die Krim und in den Donbass begleiten“. Zudem stehe er russischen Medien jederzeit für „häufige Auftritte“ zur Verfügung. Frohnmaier selbst ließ auf Anfrage mitteilen, er könne mit den Dokumenten „nichts anfangen“ und wisse nicht, wer der Verfasser sei. Er habe weder „Unterstützung finanzieller oder medialer Art in Kreisen der russischen Politik, Wirtschaft oder Zivil erbeten“ noch erhalten. Er bezeichnete die Berichterstattung zu seiner Person als nichts anderes als eine Kampagne. Gegenüber dem ZDF sprach sich Frohnmaier 2019 tatsächlich dafür aus, dass die Krim russisch sei und bleibe.

## Rezeption
Medienberichte bezeichnen Frohnmaier wiederholt als „Nachwuchsstar“ seiner Partei. Die Soziologin Anna-Lena Herkenhoff ordnet ihn klar „der völkischen Linie“ um Björn Höcke zu. Auch Andreas Kemper sieht 2016 Frohnmaier neben Björn Höcke und Hans-Thomas Tillschneider als Vertreter der „fundamentalistischen Neuen Rechten“ innerhalb der AfD. Das RedaktionsNetzwerk Deutschland (RND) verortet ihn in einem Artikel in der Nähe von Alice Weidel im Wirtschaftsflügel der Partei.
Der Politikwissenschafter Oscar W. Gabriel von der Universität Stuttgart beobachtete im Jahr 2015 die Verlautbarungen der Jungen Alternative (JA). Die offiziellen Aussagen Frohnmaiers seien moderat; die alltäglichen Kommentare, wie etwa auf Facebook, seien radikal.
In der Funktion als Vorsitzender der Jungen Alternative knüpfte Frohnmaier Kontakte zu anderen rassistischen, nationalkonservativen und EU-kritischen Jugendorganisationen. In Bezug auf diese Kontakte analysierte der Politikwissenschaftler Samuel Salzborn die langfristigen ideologischen Schnittmengen der Organisationen dahingehend, dass es keineswegs nur um die Ablehnung der EU gehe:

„Man darf sich nicht der Illusion hingeben, dass es hier nur um kurzzeitige populistische Kampagnen geht; vielmehr existiert eine ideologisch gefestigte völkische Haltung zur eigenen und auch zu anderen Nationen, die kulturelle Homogenität beabsichtigt. Dabei werden aktuelle Themen wie die Flüchtlingspolitik zum Anlasse genommen, um dieses Weltbild zu artikulieren.“

Das Bundesamt für Verfassungsschutz kommt in seinem 2019 erschienenen Gutachten zur AfD zu dem Schluss, Frohnmaier legitimiere „Angriffe auf das staatliche Gewaltmonopol“, er habe „Verbindungen zu rechtsextremistischen Verlagen/Publizisten“ und zur „islamfeindlichen German Defence League“. Frohnmaier diffamiere Flüchtlinge pauschal, etwa als „Lumpenproletariat“, und befürworte eine massive Ungleichbehandlung und kategorische Vorverdächtigung von Flüchtlingen, etwa mit der Forderung nach einer pauschalen „Ausgangssperre“ für alle Flüchtlinge unter 50 Jahren und nach einer religiösen Diskriminierung von Muslimen. Ferner fordert Frohnmaier, im Falle einer Machtübernahme der AfD das Bundesverfassungsgericht durch parteitreue Richter zu ersetzen. Der Verfassungsschutz bescheinigt, dass Frohnmaiers Forderungen „gegen die Menschenwürdegarantie des Art. 1 GG“ verstoßen und damit verfassungswidrig sind. Das Gutachten führte zur Einstufung der gesamten AfD als Prüffall sowie zur Einstufung der JA, deren Vorsitzender Frohnmaier lange Zeit war, als Verdachtsfall.